# José Salazar López
José Salazar López (12 de janeiro de 1910 - 9 de julho de 1991) foi um cardeal mexicano da Igreja Católica Romana. Ele serviu como arcebispo de Guadalajara de 1970 a 1987, e foi elevado ao cardinalato em 1973.

## Biografia
Nascido em Ameca, Jalisco, José Salazar López estudou no seminário em Guadalajara e a Pontifícia Universidade Gregoriana em Roma antes de ser ordenado ao sacerdócio em 26 de maio de 1934. Ele realizou trabalho pastoral em Guadalajara até 1961. Durante este tempo, Salazar levou a construção do Seminário Conciliar de Guadalajara, onde posteriormente atuou como professor e prefeito de estudos (1934-1944), vice- reitor (1944-1950) e reitor (1950-1961). Ele foi nomeado Visitador Apostólico para os seminários de Puebla e Durango em 1958.
Em 22 de maio de 1961, Salazar foi nomeado bispo coadjutor de Zamora e bispo titular de Prusias e Hypium pelo papa João XXIII. Recebeu sua consagração episcopal no dia 20 de agosto do cardeal José Garibi y Rivera, com o arcebispo Francisco Nuno y Guerrero e com o bispo José Anaya e Diez de Bonilla como co-consagradores. Depois de participar do Concílio Vaticano II de 1962 a 1965, Salazar sucedeu Anaya y Diez como Bispo de Zamora em 15 de setembro de 1967. Posteriormente foi nomeado Arcebispo de Guadalajara em 21 de fevereiro de 1970.
O Papa Paulo VI tornou-o Cardeal Sacerdote de S. Emerenziana a Tor Fiorenza no consistório de 5 de março de 1973. Salazar foi Presidente da Conferência do Episcopado Mexicano e foi um dos cardeais eleitores que participaram dos conclaves de agosto e outubro de 1978, que selecionou Papas João Paulo I e João Paulo II, respectivamente. Ele renunciou ao cargo de arcebispo de Guadalajara em 15 de maio de 1987 e perdeu o direito de participar de outro conclave ao completar 80 anos em 12 de janeiro de 1990.
O cardeal morreu de um ataque cardíaco em Guadalajara, aos 81 anos de idade. Ele está enterrado na catedral metropolitana da mesma cidade.